# Arturo Chávez (Leichtathlet)
Arturo Chávez Korfiatis (* 12. Januar 1990 in Santiago de Chile) ist ein peruanischer Leichtathlet, der sich auf den Hochsprung spezialisiert hat.

## Sportliche Laufbahn
Erste internationale Erfahrungen sammelte Arturo Chávez im Jahr 2009, als er bei den Südamerikameisterschaften in Lima mit übersprungenen 1,95 m den fünften Platz belegte und anschließend bei den Juniorensüdamerikameisterschaften in São Paulo mit 2,09 m die Silbermedaille gewann. Zudem gewann er dann bei den Juegos Bolivarianos in Sucre mit 2,05 m die Bronzemedaille hinter dem Venezolaner Alberth Bravo und Wanner Miller aus Kolumbien. Im Jahr darauf belegte er bei den U23-Südamerikameisterschaften, die im Zuge der Südamerikaspiele in Medellín stattfanden, mit 2,09 m den fünften Platz und 2011 nahm er an den Panamerikanischen Spielen in Guadalajara teil und erreichte dort mit einer Höhe von 2,10 m Rang zwölf. 2012 wurde er bei den U23-Südamerikameisterschaften in São Paulo mit 2,16 m Fünfter und im Jahr darauf klassierte er sich bei den Südamerikameisterschaften in Cartagena mit 2,10 m auf dem siebten Platz, ehe er bei den Juegos Bolivarianos in Trujillo mit 2,17 m die Goldmedaille gewann. 2014 schied er bei den Hallenweltmeisterschaften in Sopot ohne eine gültige Höhe in der Qualifikation aus und kurz darauf gewann er bei den Südamerikaspielen in Santiago de Chile mit übersprungenen 2,18 m die Silbermedaille hinter dem Venezolaner Eure Yáñez. 2015 wurde er bei den Südamerikameisterschaften in Lima mit 2,10 m Fünfter und im Jahr darauf belegte er bei den Ibero-Amerikanischen Meisterschaften in Rio de Janeiro mit 2,23 m den vierten Platz und nahm anschließend an den Olympischen Spielen ebendort teil, verpasste dort aber mit 2,22 m den Finaleinzug.
2017 gewann er bei den Juegos Bolivarianos in Santa Marta mit einer Höhe von 2,18 m die Silbermedaille hinter dem Venezolaner Eure Yáñez und im Jahr darauf belegte er bei den Südamerikaspielen in Cochabamba mit 2,10 m den siebten Platz. 2019 wurde er bei den Südamerikameisterschaften in Lima mit 2,10 m Sechster und erreichte anschließend bei den Panamerikanischen Spielen ebendort mit 2,15 m Rang neun. 2021 klassierte er sich dann bei den Südamerikameisterschaften in Guayaquil mit 2,17 m auf dem fünften Platz.
In den Jahren 2009, von 2011 bis 2013 sowie 2019 und 2021 wurde Chávez peruanischer Meister im Hochsprung sowie 2011 auch im Dreisprung.

## Persönliche Bestleistungen
- Hochsprung: 2,31 m, 11. Juni 2016 in Mexiko-Stadt (peruanischer Rekord)
  - Hochsprung (Halle): 2,12 m, 24. Januar 2018 in Köln
- Dreisprung: 14,15 m (+0,9 m/s), 6. Mai 2011 in Lima